# میمون‌بازی (فیلم)
میمون‌بازی (انگلیسی: Monkey Business) فیلمی در ژانر کمدی به کارگردانی هاوارد هاکس است که در سال ۱۹۵۲ منتشر شد.

## داستان
دکتر بارنابی فولتون (کری گرانت)، یک محقق شیمیدان در شرکت شیمیایی آکسلی، در حال تلاش برای تولید یک اکسیر جوانی است. در این حین یکی از شامپانزه‌های دکتر فولتون، استر، یک محلول شیمیایی را درون آب‌سردکن می‌ریزد و...

## بازیگران
- کری گرانت
- جینجر راجرز
- مریلین مونرو
- چارلز کوبرن
- هیو مارلو
- کاتلین فریمن
- داگلاس اسپنسر
- استر داله